# Anticoncepcional subcutâneo
O anticoncepcional subcutâneo é implantado com anestesia local sob a pele. Joga gradualmente na corrente sangüínea um hormônio derivado da progesterona, inibindo a ovulação.
Em 70% dos casos, suspende a menstruação e acaba com as cólicas e sintomas de tensão pré-menstrual. Fica no corpo até três anos e está liberado durante a amamentação.
No entanto, pode provocar acne, cefaleia, aumento de peso, endurecimento e dor nas mamas.